# Leo-Karel De Kesel
Leo-Karel De Kesel, né le 1er octobre 1903 à Adegem en Belgique et mort le 3 août 2001 à Gand en Belgique, est un évêque catholique belge du XXe siècle. 

## Biographie
Leo De Kesel, fils de Auguste De Kesel, le maire de sa ville natale, et de Maria Elvia Rutsaert. Il est l'oncle de Jozef De Kesel.
Après son école secondaire au collège de Saint Vincent de la ville d'Eeklo étudia dans le but du sacerdoce à la prêtrise à Louvain et obtint une licence en Droit canonique.
Après avoir été ordonné prêtre à Malines le 18 avril 1927, il fut nommé professeur au Grand Séminaire de Gand, dont il devint recteur de 1948 à 1964. Le 28 mai 1945 , il fut nommé chanoine titulaire du chapitre de Saint Bavon, puis devint vicaire général du diocèse de Gand. 

## Épiscopat

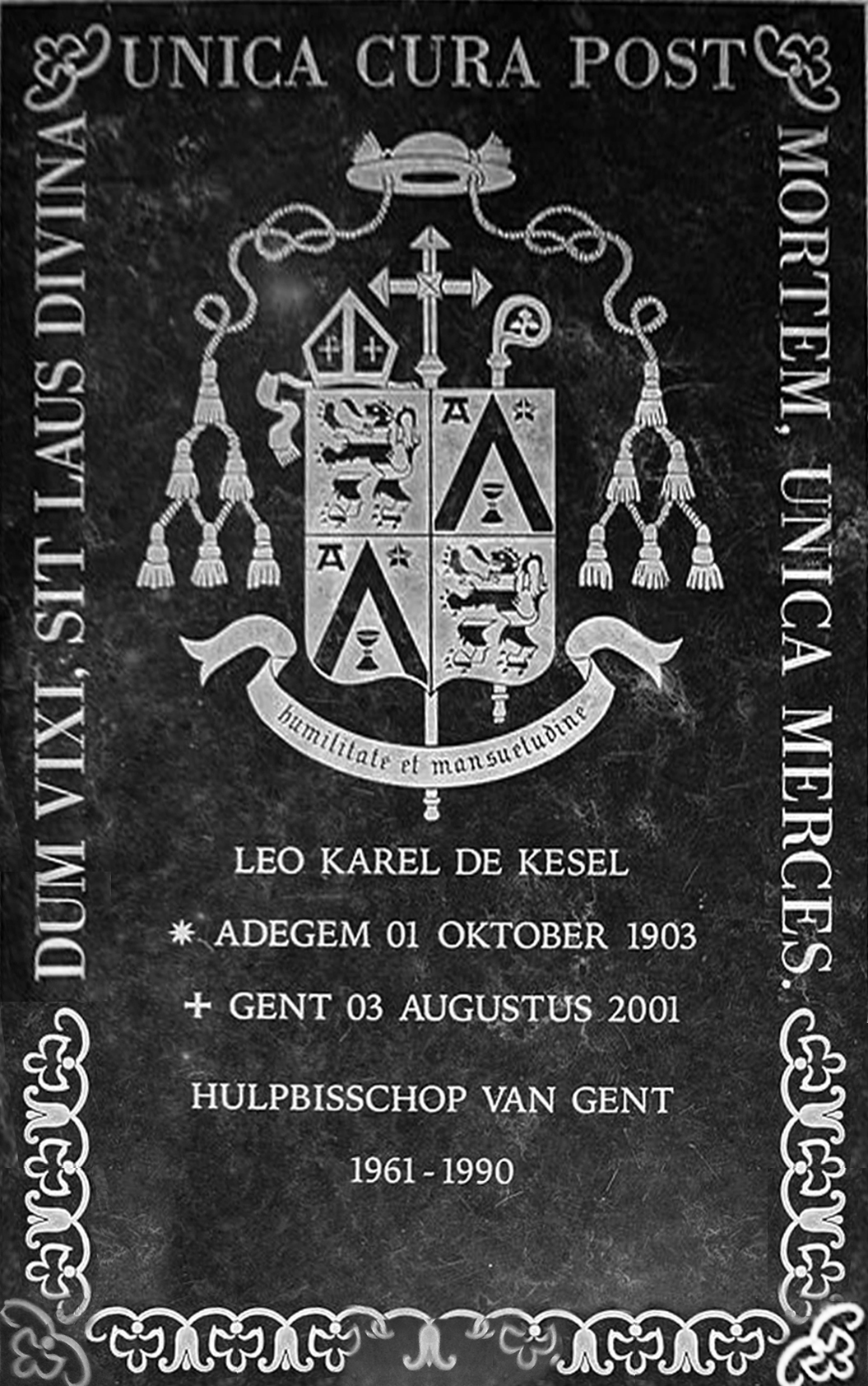
Plaque funéraire en mémoire de Leo De Kesel

Le 28 décembre 1960, il fut nommé par le pape Jean XXIII évêque titulaire de Synaus (de) et évêque auxiliaire de Gand, il fut consacré évêque par Charles-Justin Calewaert. 
Dans ses fonctions d'évêque auxiliaire il assista Léonce-Albert Van Peteghem dans ses fonctions, il se rendit avec lui au concile Vatican II.
Il meurt le 3 août 2001 à l'âge de 97 ans. Il est enterré dans la crypte de la cathédrale Saint-Bavon.  